# آنوب
آنوب (ارمنی: Անոբ؛ شاهزاده‌ای بود از سلسله اشکانی ارمنستان که در سده ۴‌ میلادی می‌زیست. وی پسر آرشاک دوم (۳۵۰-۳۶۸) بود.